# 富村镇 (富源县)
富村镇，是中华人民共和国云南省曲靖市富源县下辖的一个镇。

## 行政区划
富村镇下辖以下地区：
富村社区、居核村、砂厂村、德胜村、松子山村、托田村、祖德村、团山村、小坝村、干龙村、新坪村、普红村、古木村、大凹子村、新店村、亦佐村、水井村、鲁纳村、块泽村、新厂村和白石岩村。